# Viola Fletcher
Viola Fletcher est une Afro-Américaine étasunienne survivante du massacre de Tulsa, puis ayant réalisé son rêve de visiter une partie de son continent originel l'Afrique.

## Biographie

### Enfance et débuts
Viola Fletcher est née le 5 mai 1914. Elle a 7 ans lors du massacre de Tulsa.

### Parcours
| Vidéo externe | |
|               | A 107 Years Old Dream Of Visiting Ghana Came True! Tulsa Massacre Survivor, 31 août 2021 Interview par Wode Maya |

Viola Fletcher est en 2021 la doyenne des survivants du massacre de Tulsa. En 2021, elle relate son parcours, l'injustice subie et sa survie lors du massacre de Tulsa lors d'un témoignage,,,,,.
Dans un rapport en 2020, Human Rights Watch décrit le massacre, les violences qui ont fait des centaines de morts et le manque de poursuites. Plus de 1 200 maisons de Noirs ont été incendiées à Greenwood, autrefois appelé « Black Wall Street », à Tulsa.
Elle réalise un voyage en Afrique. Reçue par le président du Ghana, elle y est faite citoyenne.